# Seleucus (usurpator)
Seleucus (- na 221) was een Romeinse usurpator onder de regering van Elagabalus. Over hem en zijn politiek is slechts zeer weinig bekend.
Seleucus trachtte rond 221, de macht in het Romeinse Rijk te grijpen. Zijn precieze identiteit is evenwel omstreden. Ofwel was hij de voormalige stadhouder van de provincie Moesia Inferior, Iulius Antonius Seleucus, ofwel de consul van 221, Marcus Flavius Vitellius Seleucus. Ongeacht wie van hen nu de macht wou grijpen, het is hem ondanks de tegen de toen heersende keizer Heliogabalus gerichte stemming slechts enkele dagen gelukt te heersen.
Polemius Silvius, een historicus uit de 5e eeuw, noemt Seleucus naast Uranius, Seius Sallustius en Taurinus als usurpator onder Elagabalus. Zijn uiteenzetting biedt evenwel geen uitkomst over de precieze identiteit van Seleucus. Zelfs een verwisseling met Seius Sallustius, de schoonvader van Elagabalus' opvolger Severus Alexander, is mogelijk.